# Окунев, Василий Тимофеевич
Василий Тимофеевич Окунев (1880 — после 1918) — счетовод земской управы, депутат Государственной думы I созыва от Тамбовской губернии.

## Биография
Из крестьян села Карай-Салтыково Инжавинской волости Кирсановского уезда Тамбовской губернии. Получил начальное образование. С 1899 волостной писарь, позднее счетовод Тамбовской губернской земской управы.
26 марта 1906 избран в Государственную думу I созыва от съезда уполномоченных от волостей, как обязательный депутат от крестьян. Это способствовало тому, что Окунев единственный из депутатов не был лишён мандата при аннулировании выборов по Тамбовской губернии. Входил в Трудовую группу. Член комиссии по исполнению государственной росписи доходов и расходов, продовольственной и распорядительной комиссий. Подписал законопроект «О гражданском равенстве», заявление об образовании местных аграрных комитетов. Выступал по вопросу о неприкосновенности личности и по аграрному вопросу.
10 июля 1906 года в г. Выборге подписал «Выборгское воззвание» и осуждён по ст. 129, ч. 1, п. п. 51 и 3 Уголовного Уложения, приговорён к 3 месяцам тюрьмы и лишён права быть избранным. В 1907 году Тамбовское жандармское управление подвергло В. Т. Окунева негласной проверке благонадёжности.
В 1908 приговорён к тюремному заключению за противоправительственную агитацию.
12—15 августа 1917 г. участвовал в работе Государственного совещания в Москве. В 1917—1918 председатель общественного исполнительного комитета в Кирсановском уезде, Кирсановской уездной земской управы и Кирсановского уездного исполкома Советов; осуждал большевиков за диктаторское правление.
Дальнейшая судьба неизвестна.